# سن-ژان-دو-مورین
سن-ژان-دو-مورین (به فرانسوی: Saint-Jean-de-Maurienne) یک کمون در فرانسه است که در Canton of Saint-Jean-de-Maurienne واقع شده‌است.

## خصوصیات
سن-ژان-دو-مورین ۱۱٫۵۱ کیلومترمربع مساحت و ۸٬۵۰۷ نفر جمعیت دارد و ۵۶۶ متر بالاتر از سطح دریا واقع شده‌است.

## خواهرخوانده
شهرهای باد ویلدونگن، جیاونو و Tessalit خواهرخوانده‌های سن-ژان-دو-مورین هستند.

## نگارخانه

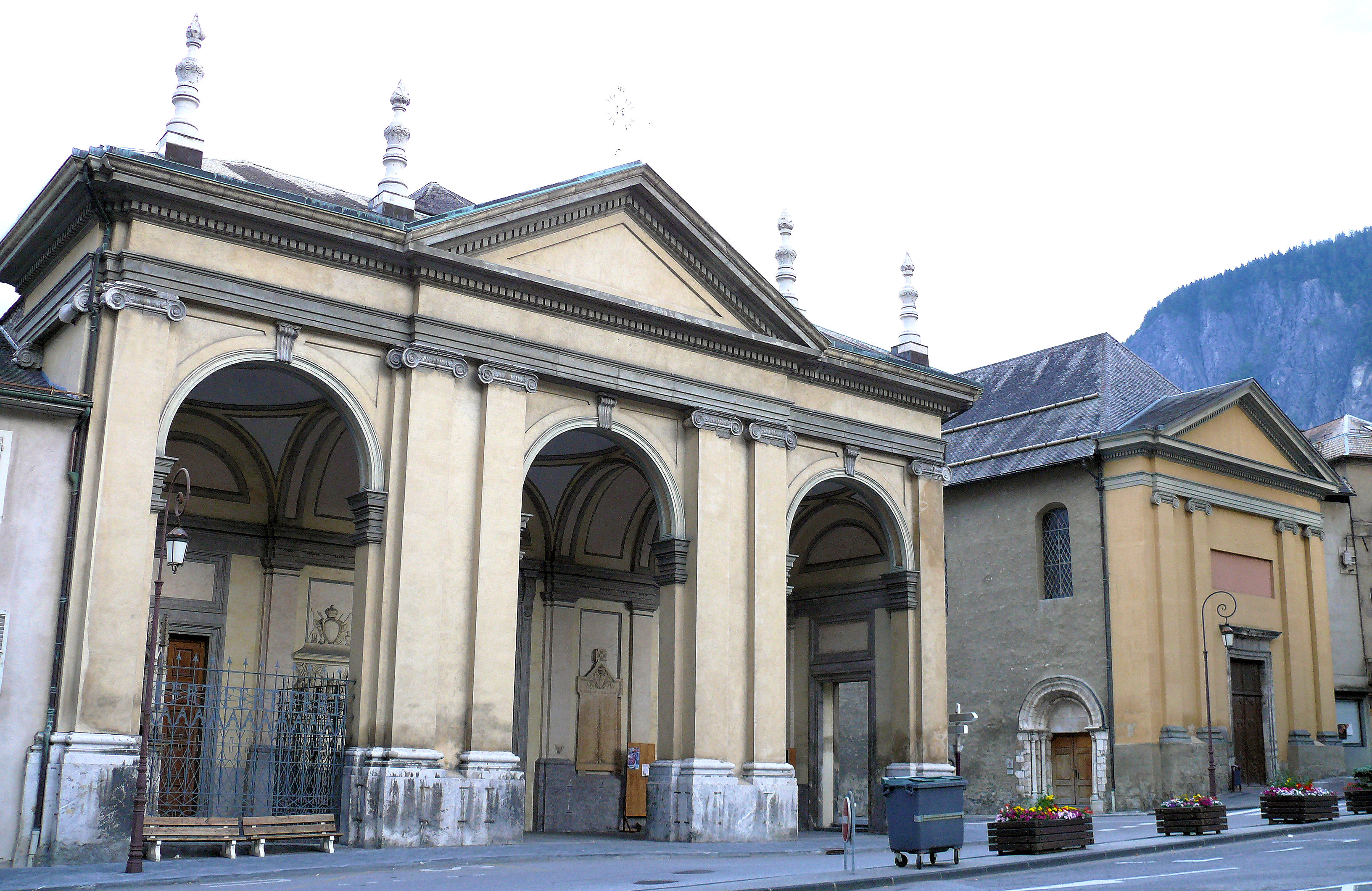
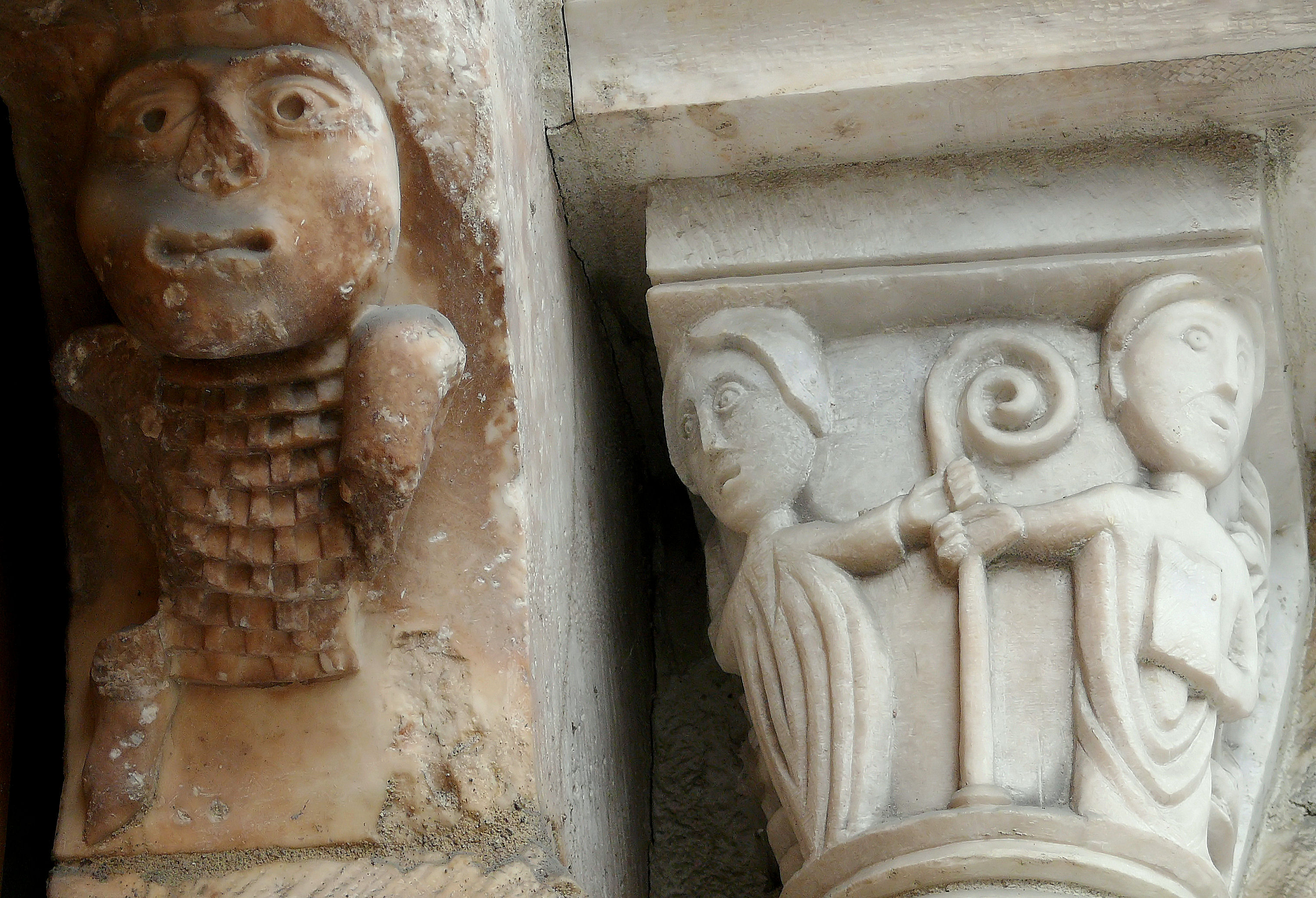
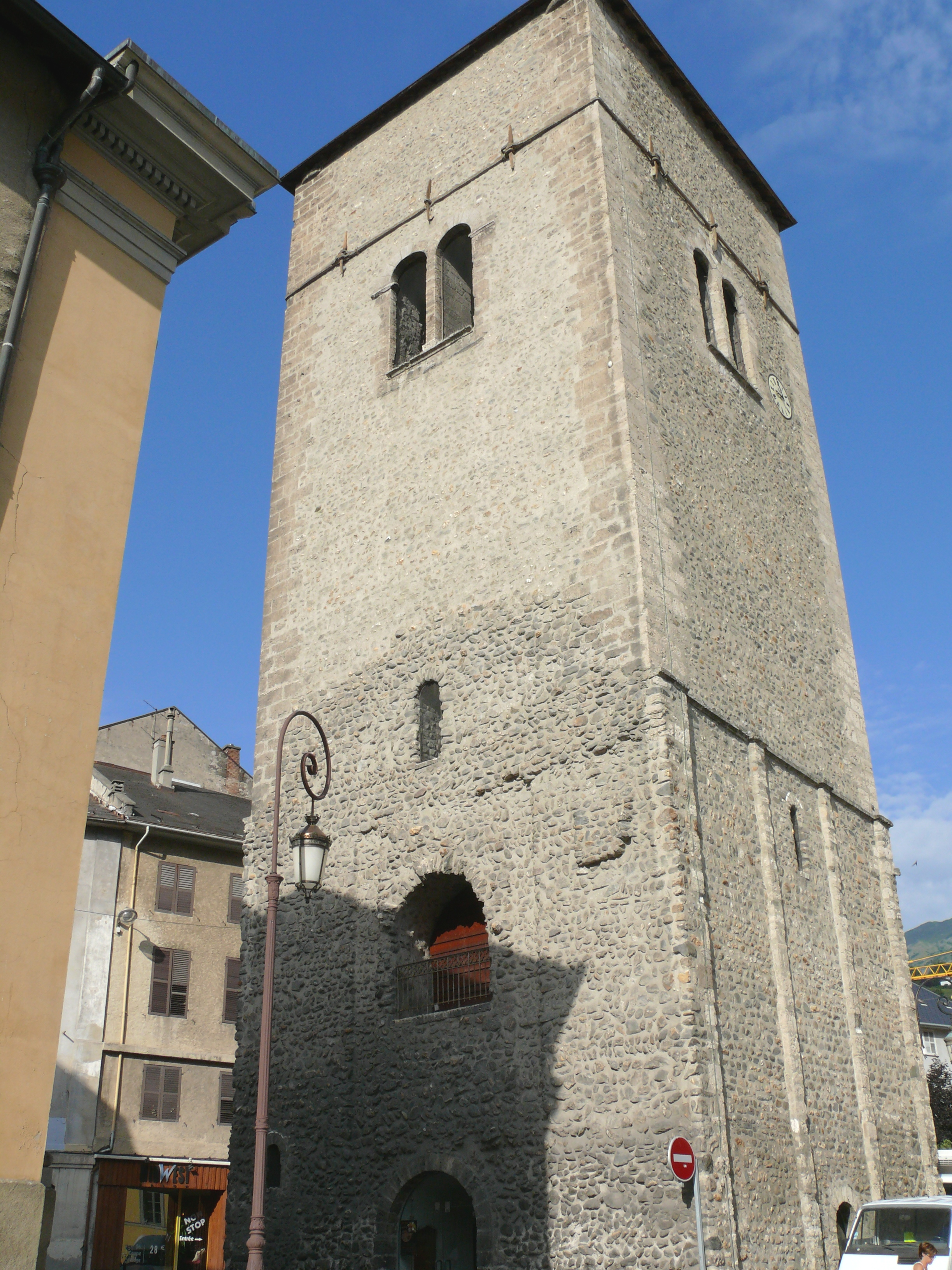
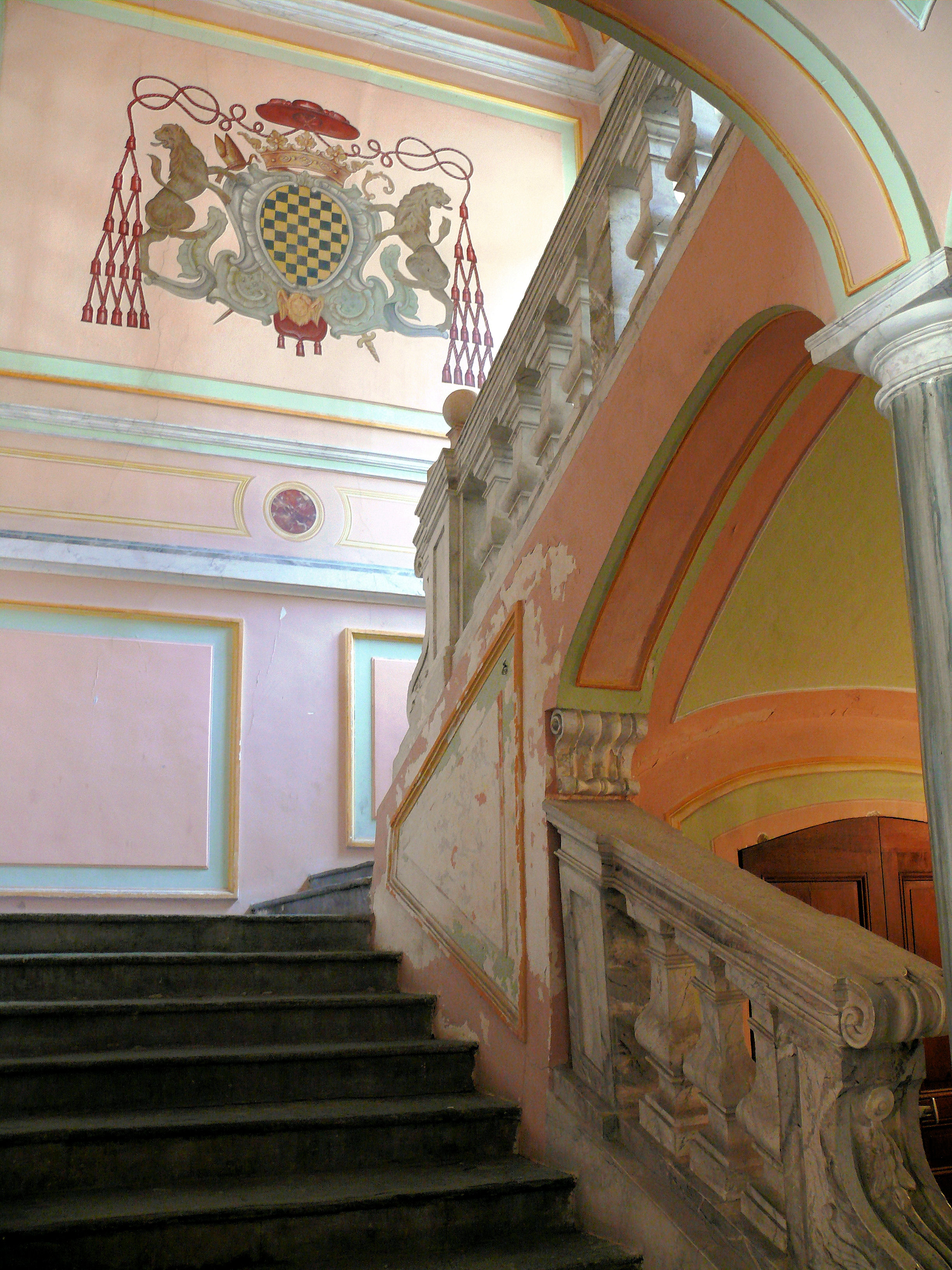